# Мошчаница
Мошчаница или Мошћаница је ријека која извире из кречњачких стијена на локалитету Градина у Републици Српској, у општини Источни Стари Град. Врело Мошчанице опјевано је у старим севдалинкама. Ријека Мошчаница протиче кроз сарајевско село Фалетићи и улива се у ријеку Миљацку на сарајевском шеталишту Да Рива (Дарива), низводно од ушћа ријеке Лапишнице. Дужина ријечног тока је 6 km.

## Градски водовод
Потенцијал воде Мошчанице први је препознао босански санџакбег Скендер-бег Михајловић, који између 1476. и 1504. године доноси одлуку да воду из Мошчанице гравитацијом спусти преко Вратника до Башчаршије и тако обезбиједи драгоцјени ресурс граду и чаршији. Модерни водовод који напаја дијелове општине Стари Град изграђен је за вријеме Аустроугарске. Међу плановима тадашње Аустроугарске била је изградња вјештачког језера и бране на подручју Фалетића. Планови о изградњи и данас стоје у катастарском уреду општине Стари Град Сарајево.